# Chesias korbi
Chesias korbi är en fjärilsart som beskrevs av Bohatsch 1910. Chesias korbi ingår i släktet Chesias och familjen mätare. Inga underarter finns listade i Catalogue of Life.

## Bildgalleri

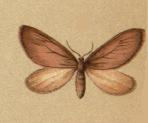